# Maria Jędrzejec
Maria Jędrzejec, ps. Narcyz (ur. 23 kwietnia 1915 w Grzęsce, zm. 2004) – polska działaczka społeczna i ruchu ludowego, członek Komendy Głównej Okręgu Lublin Batalionów Chłopskich, porucznik rezerwy.

## Życiorys
Maria Jędrzejec urodziła się w rodzinie chłopskiej. Przed wybuchem II wojny światowej uzyskała wykształcenie średnie. W 1931 wstąpiła do ZMW „Wici”. Działała w przeworskich i lwowskich strukturach tej organizacji. Należała do Komisji Koleżanek przy Zarządzie Głównym ZMW „Wici”. W 1935 uczestniczyła w kursie zorganizowanym na Wolnym Uniwersytecie Ludowym w Gaci. W latach 1936–1939 była wolną słuchaczką Wolnej Wszechnicy Polskiej w Warszawie, gdzie studiowała filologię polską. Pracowała jako nauczycielka. Współpracowała z redakcjami pism „Wici” i „Chłopskie Życie Gospodarcze”.
Po wybuchu wojny pracowała w gospodarstwie rolnym swoich rodziców. W latach 1941–1943 pracowała w Związku Spółdzielni Spożywców „Społem” w Rzeszowie, Lubartowie, Tomaszowie Lubelskim i Radzyniu Podlaskim. Działała w podziemnym ruchu ludowym. Od 1940 do maja 1941 była łączniczką w podokręgu Rzeszów SL „Roch”. Między styczniem a czerwcem 1942 pełniła funkcję komendanta drużyn sanitarnych przy Komendzie Obwodu Tomaszów Lubelski BCh. W lipcu 1942 została członkiem i kierownikiem Ludowego Związku Kobiet w Okręgu Lublin BCh. Funkcję tę przestała pełnić w listopadzie 1943. W pierwszej połowie 1944 była inspektorką LZK w podokręgu Rzeszów.
W latach 1945–1949 studiowała na Uniwersytecie Łódzkim. W latach 1944–1958 była nauczycielką szkół i uniwersytetu ludowego w Gaci, Brusie, Łysołajach. Od 1958 była redaktorem w Ludowej Spółdzielni Wydawniczej. Była członkiem PSL i ZSL.

## Ordery i odznaczenia
- Krzyż Partyzancki
- Krzyż Kawalerski Orderu Odrodzenia Polski

## Publikacje
- Twierdzą nam będzie każdy próg. Kobiety ruchy ludowego w walce z hitlerowskim okupantem. Sylwetki, wspomnienia, artykuły, Ludowa Spółdzielnia Wydawnicza, Warszawa 1968
- „Krysia”. Wspomnienie o Krystynie Idzikowskiej, Ludowa Spółdzielnia Wydawnicza, Warszawa 1970